# 盈丰街道
盈丰街道是中华人民共和国浙江省杭州市萧山区下辖的一个街道办事处，于2020年6月由宁围街道分拆而来。钱江世纪城位于该街道境内。

## 历史
盈丰街道辖境原设有盈丰乡，1992年5月，盈丰乡与宁围乡合并为宁围镇（今宁围街道）。地名以政府驻地盈丰盛村得名，因村内原有“盈丰盛”米店，村以店名。
2020年6月19日，杭州市人民政府批复撤销宁围街道办事处，以原宁围街道西部区域新设立盈丰街道办事处。盈丰街道区域面积23.10平方千米，下辖佳境等4个社区、新中等9个行政村，街道办事处驻市心北路857号。

## 行政区划
盈丰街道共辖4个社区，9个行政村：
- 佳境社区、美哉社区、立涛园社区、和美社区
- 新中村、丰东村、盈一村、盈二村、丰二村、丰北村、合丰村、利一村、利二村